# Massacre de Tel al-Zaatar

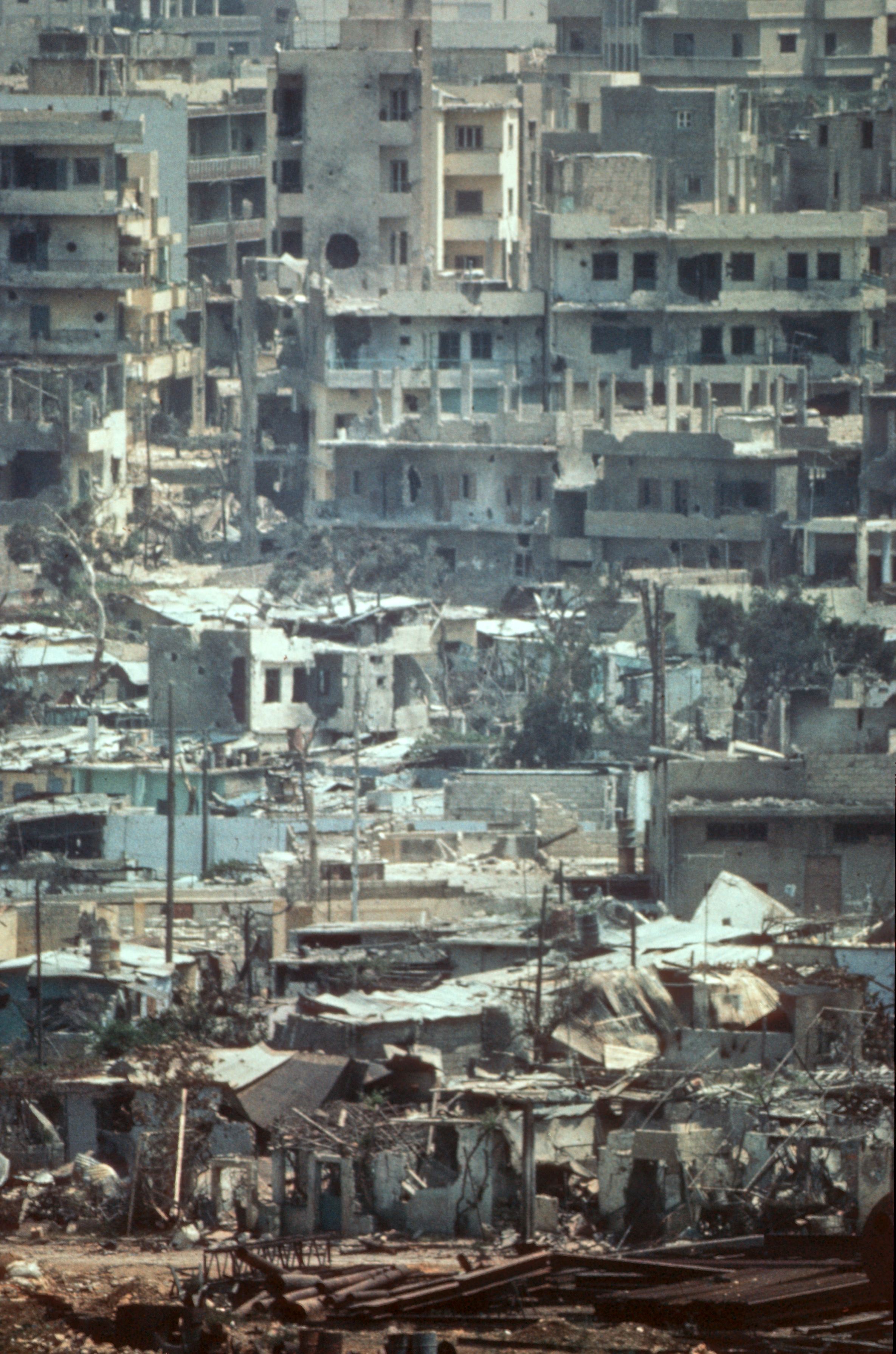
O acampamento destruído

O Massacre de Tel al-Zaatar (em árabe: مذبحة تل الزعتر) ocorreu durante a Guerra Civil Libanesa em 12 de agosto de 1976. Tel Zaatar era um campo de refugiados palestinos ao norte de Beirute, numa área predominantemente cristã. Em vingança ao massacre de Damour, cometido em janeiro daquele mesmo ano por militantes da Organização para a Libertação da Palestina, milícias cristãs - com apoio do exército sírio e de assessores militares isralenses - sitiaram o campo de refugiados por 50 dias. Síria e Israel promoveram um bloqueio naval em conjunto, visando cortar a logística da OLP e dos "progressistas" libaneses (armas e equipamentos oriundos do Chipre). Quando o acampamento caiu, nenhum quarto de hora foi dado aos sobreviventes e a destruição igualou-se a Damour Estima-se que o número de mortos fique em torno de 2 a 3 mil pessoas.